# Esclavelles
Esclavelles ist eine französische Gemeinde mit 397 Einwohnern (Stand: 1. Januar 2022) im Département Seine-Maritime in der Region Normandie. Sie gehört zum Arrondissement Dieppe und zum Kanton Neufchâtel-en-Bray und ist Mitglied des Kommunalverbands Communauté Bray-Eawy. Die Bewohner werden Esclavellais und Esclavellaises genannt.

## Geographie
Esclavelles ist ein Bauerndorf im Naturraum Pays de Bray. Es liegt im Zentrum des Départements, etwa 36 Kilometer nordöstlich von Rouen und etwa 33 Kilometer südöstlich von Dieppe. Im Gemeindegebiet liegt das Autobahnkreuz der Autoroute A 10 und der Autoroute A 28.

### Nachbargemeinden
| Bully       | Bully   | Quièvrecourt       |
| Maucomble   | Kompass | Neuville-Ferrières |
| Bosc-Mesnil | Massy   |                    |

## Bevölkerungsentwicklung
Die Bevölkerungsanzahl ist durch Volkszählungen seit 1793 bekannt. Die Einwohnerzahlen bis 2005 werden auf der Website der École des Hautes Études en Sciences Sociales veröffentlicht.
| Jahr | Bevölkerungsanzahl |
| ---- | ------------------ |
| 1962 | 430                |
| 1968 | 390                |
| 1975 | 348                |
| 1982 | 363                |
| 1990 | 328                |
| 1999 | 308                |
| 2006 | 360                |
| 2015 | 388                |

## Sehenswürdigkeiten
- Kirche Notre-Dame  aus dem 11. Jahrhundert mit Chor aus dem 18. Jahrhundert
- Bauernhof aus dem 15. Jahrhundert, der gegen Ende des Hundertjährigen Kriegs von den Truppen des Königreich Englands okkupiert wurde

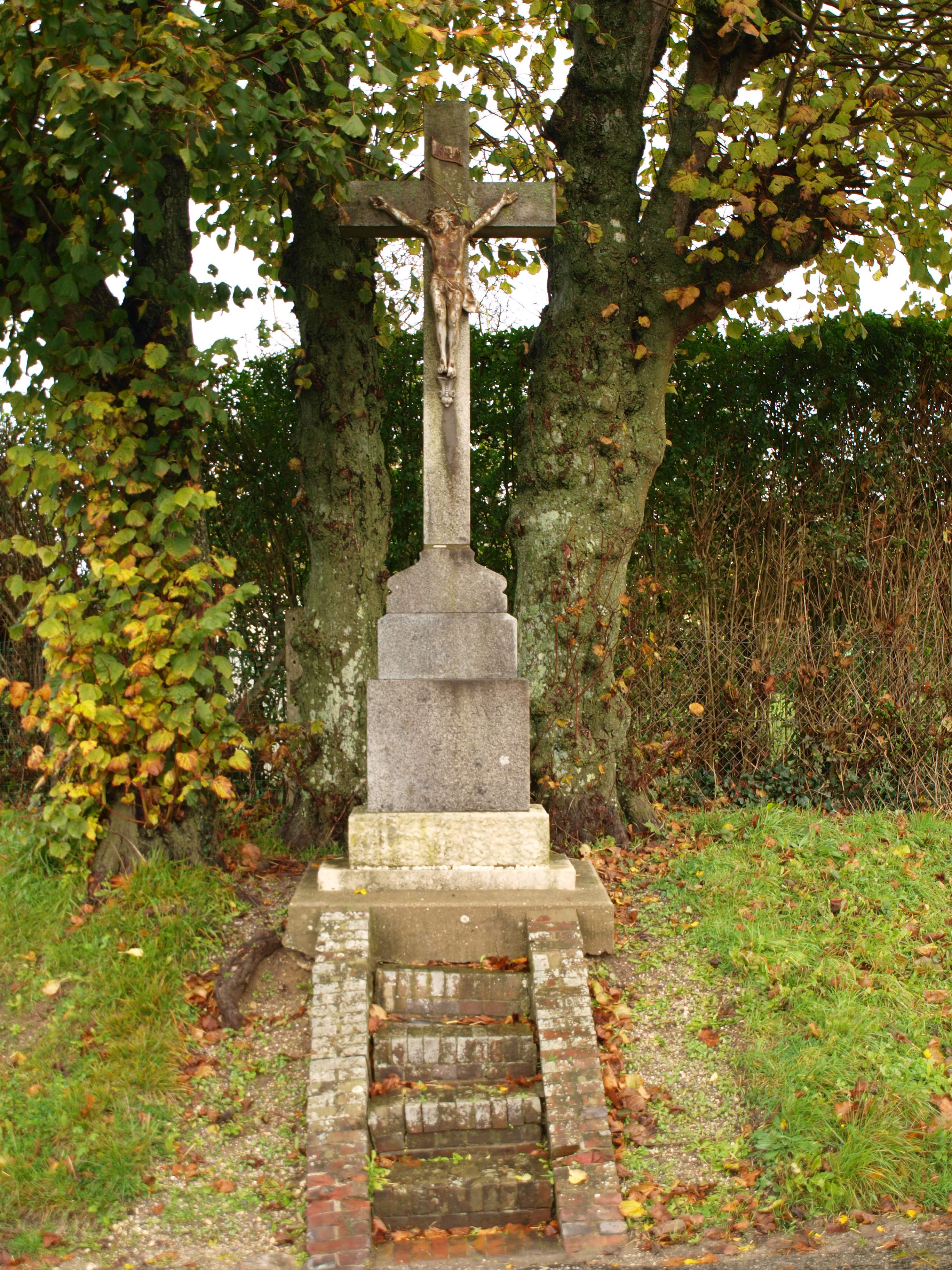
Calvaire
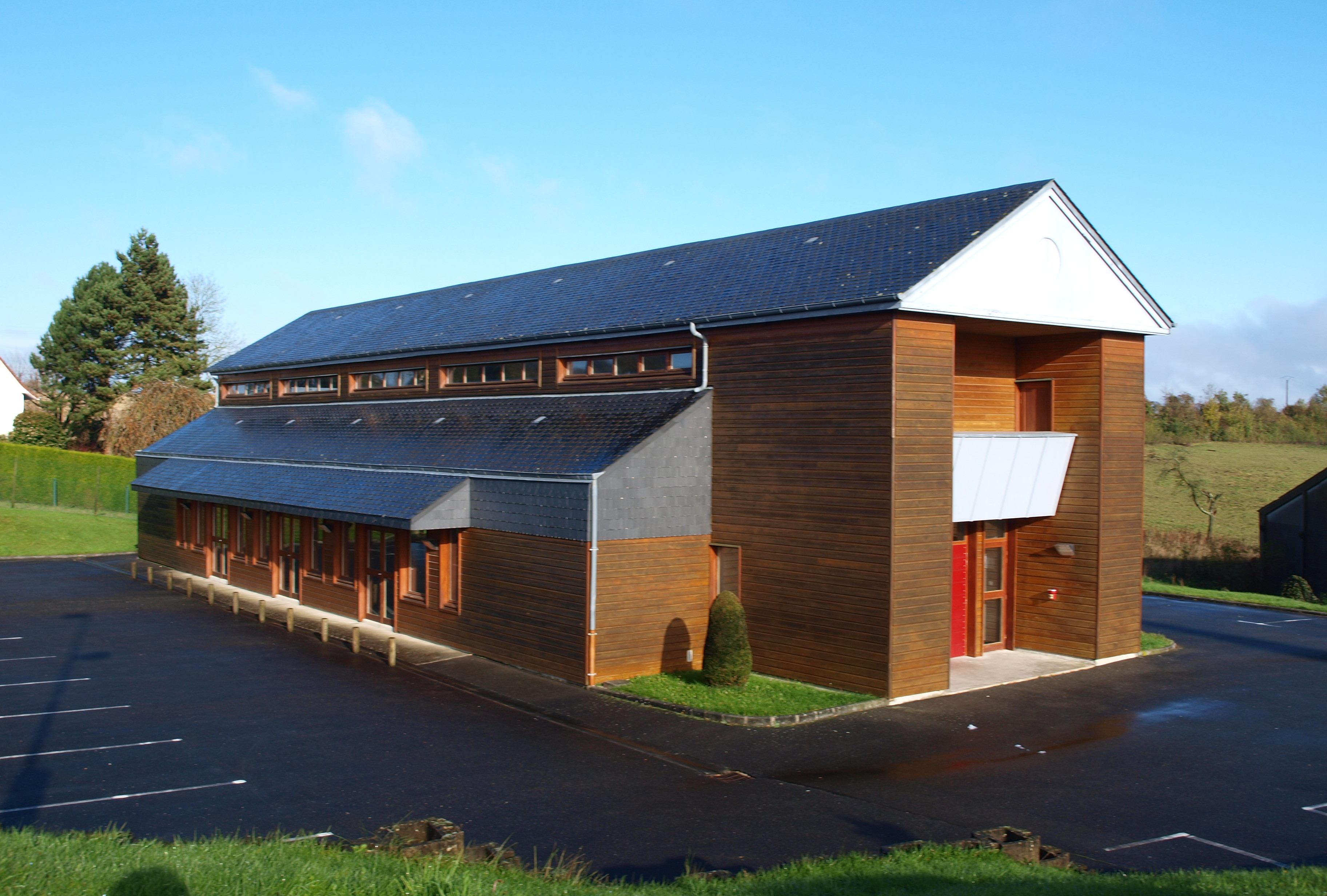
Mehrzweckhalle
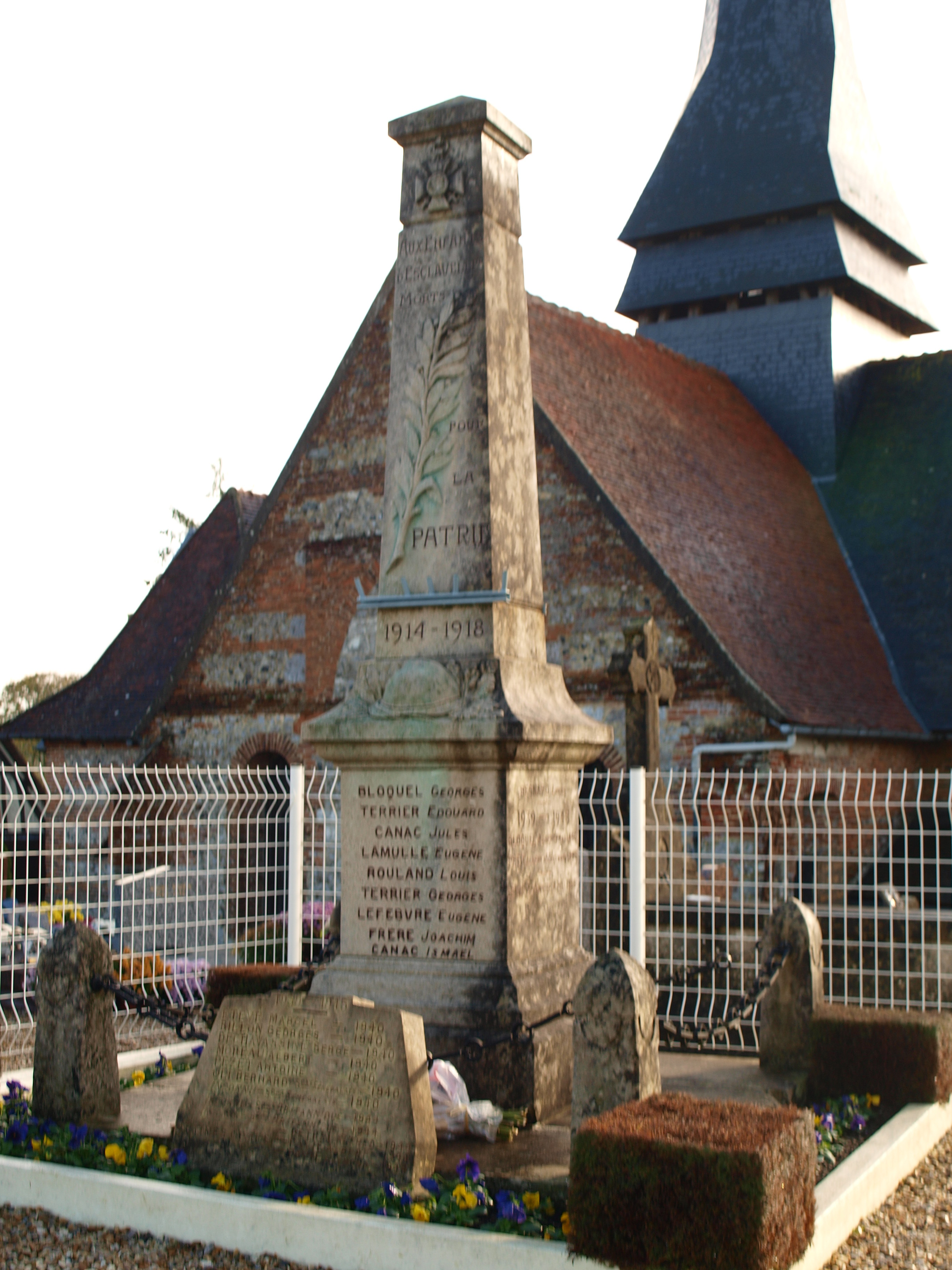
Kriegerdenkmal (Erster Weltkrieg)
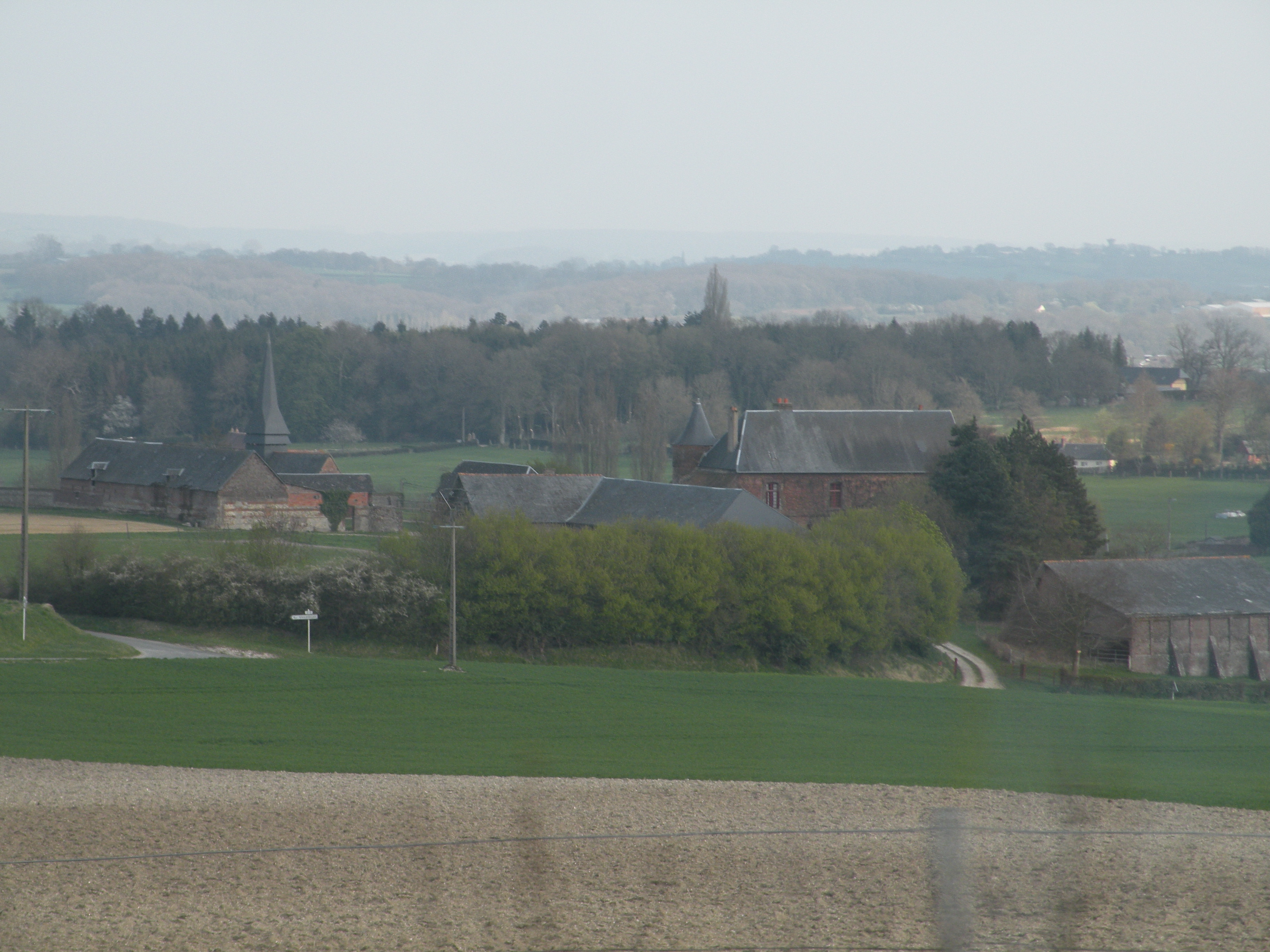
Blick auf Esclavelles